# Bremar Cup 1972 - Singolare
Il singolare del torneo di tennis Bremar Cup 1972, facente parte dei Tornei di tennis femminili indipendenti nel 1972, ha avuto come vincitrice Margaret Court che ha battuto in finale Virginia Wade con il punteggio di 6–1, 6–1.

## Teste di serie
1. Margaret Court (Campionessa)
2. Virginia Wade (finale)
3. Julie Heldman (semifinali)
4. Brenda Kirk (primo turno)

1. Betty Stöve (semifinali)
2. Sharon Walsh (primo turno)
3. Corinne Molesworth (primo turno)

## Tabellone

### Legenda
| - Q = Qualificato - WC = Wild card - LL = Lucky loser | - ALT = Alternate - SE = Special Exempt - PR = Protected Ranking | - w/o = Walkover - r = Ritirato - d = Squalificato |

|  | Primo turno | Primo turno           | Primo turno           | Primo turno | Primo turno |  |  | Semifinali | Semifinali     | Semifinali     | Semifinali    | Semifinali    |   |   | Finale | Finale         | Finale         | Finale | Finale |  |
|  |             |                       |                       |             |             |  |  |            |                |                |               |               |   |   |        |                |                |        |        |  |
|  | 1           | Margaret Court        | Margaret Court        | 7           | 6           |  |  |            |                |                |               |               |   |   |        |                |                |        |        |  |
|  |             | Wendy Gilchrist Paish | Wendy Gilchrist Paish | 5           | 1           |  |  | 1          | Margaret Court | Margaret Court | 6             | 7             |   |   |        |                |                |        |        |  |
|  | 5           | Betty Stöve           | 6                     | 2           | 6           |  |  | 5          | Betty Stöve    | Betty Stöve    | 4             | 6             |   |   |        |                |                |        |        |  |
|  | 4           | Brenda Kirk           | 2                     | 6           | 2           |  |  |            |                |                |               |               |   |   | 1      | Margaret Court | Margaret Court | 6      | 6      |  |
|  | 3           | Julie Heldman         | 4                     | 7           | 7           |  |  |            |                | 2              | Virginia Wade | Virginia Wade | 1 | 1 |        |                |                |        |        |  |
|  | 6           | Sharon Walsh          | 6                     | 6           | 5           |  |  | 3          | Julie Heldman  | Julie Heldman  | 4             | 1             |   |   |        |                |                |        |        |  |
|  | 2           | Virginia Wade         | Virginia Wade         | 6           | 6           |  |  | 2          | Virginia Wade  | Virginia Wade  | 6             | 6             |   |   |        |                |                |        |        |  |
|  | 7           | Corinne Molesworth    | Corinne Molesworth    | 1           | 3           |  |  |            |                |                |               |               |   |   |        |                |                |        |        |  |